# Circulaire ademhaling

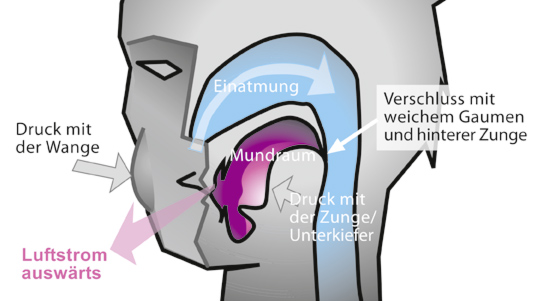

Circulaire ademhaling is een ademhalingstechniek waarbij op een blaasinstrument een continue toon verkregen kan worden. 
De eerste stap van de techniek is dat de mondholte met zo veel mogelijk lucht gevuld wordt door de wangen op te blazen. Vervolgens wordt de keel afgesloten met het achterste van de tong, en dan wordt tegelijk door de neus ingeademd en wordt de lucht uit de mondholte met de wangspieren door het instrument naar buiten gedrukt. Op die manier ontstaat een continu geluid, zonder ademhalingspauzes.
De techniek is in allerlei streken uitgevonden. Ze wordt gebruikt door traditionele bespelers van de didgeridoo in Australië, door spelers van hobo-achtige instrumenten in India en West-Afrika, enzovoort. In het westen is de techniek door spelers in de jazz weer ingevoerd (Rahsaan Roland Kirk bespeelde op die manier zelfs drie saxofoons tegelijk!) en de techniek is ook opgepakt door spelers van hedendaagse gecomponeerde muziek. De techniek kan helpen om veel lucht eisende passages eenvoudiger te kunnen spelen – maar daarvoor moet wel eerst deze niet zo eenvoudige blaastechniek worden geleerd. Op vrijwel alle blaasinstrumenten wordt deze techniek soms gebruikt: saxofoon, klarinet, dwarsfluit, trompet, trombone, hobo, enzovoort.
Oefenen van deze techniek kan beginnen met  k...k...k...k...k... te zeggen, omdat de keelsluiting van de k exact is wat nodig is bij circulaire ademhaling. Een andere oefening bestaat uit het opblazen van de wangen en de lucht met de wangspieren naar buiten te duwen en tegelijk in te ademen door de neus. Dan komt de combinatie van beide. Sommigen oefenen eerst met een rietje in een glas water en proberen daar een constante bellenstroom in te produceren, anderen nemen liefst meteen het instrument, of alleen het mondstuk daarvan.